# Хоффман, Давид Цви
Давид Цви Хоффман (ивр. דויד צבי הופמן‎;
1843, Врбау, Австро-Венгрия — 1921, Берлин, Германия) — раввин, доктор философии, второй глава Берлинской раввинской семинарии, известный специалист по еврейской Библии, автор комментария к Торе.

## Биография
Давид Хоффман род. в Вербо (Венгрия) в 1843 году. Окончив иешибот в родном городе, он поступил в пресбургский лицей, из которого выступил в 1865 году Философию, историю и восточные языки Хоффман изучал в Вене и Берлине, получив в 1871 году докторский диплом. Позже Хоффман стал преподавать в еврейском реальном училище во Франкфурте-на-Майне. В 1873 году Хоффман был назначен учителем раввинской семинарии в Берлине, учрежденной Азриелем Гильдесгеймером, после смерти которого Хоффман сделался ректором этого учреждения.

## Галерея
- Надгробие р. др. Д.Ц. Хоффмана, фронт - надпись на иврите: глава дома учения в Берлине, родился..внизу акростих «Давид Цви»
- Надгробие р. др. Д.Ц. Хоффмана, обратная сторона: профессор, доктор Давид Хоффман